# East Chillisquaque Township
Die East Chillisquaque Township ist eine Township im Northumberland County in Pennsylvania, Vereinigte Staaten. Das U.S. Census Bureau hat bei der Volkszählung 2020 eine Einwohnerzahl von 676 ermittelt.

## Geographie

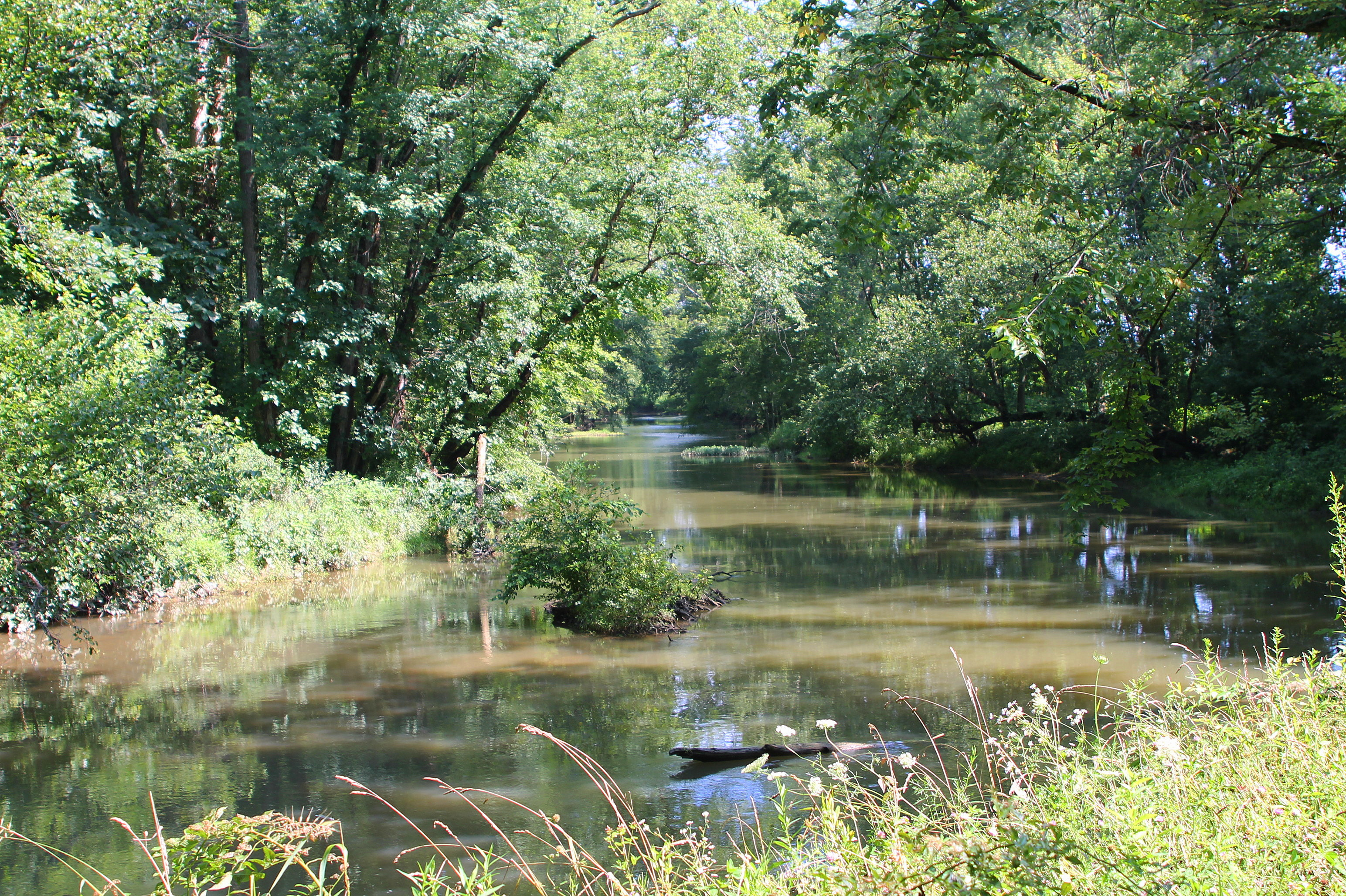
Chillisquaque Creek mit Blick flussaufwärts

Nach den Angaben des United States Census Bureaus hat die Township eine Gesamtfläche von 20,9 km², und es gibt keine nennenswerten Gewässerflächen. Sie ist damit die kleinere der beiden nach dem Chillisquaque Creek benannten Townships des Northumberland Countys.
Natürliche Grenzen hat die Township im Norden mit der Limestone Ridge und im Süden mit der Montour Ridge. Administrative Nachbarn sind im Norden die Turbot Township, im Osten das Montour County mit der Liberty Township, im Süden die Point Township und im Westen die West Chillisquaque Township.
Der Chillisquaque Creek fließt aus der Liberty Township westwärts in die East Chillisquaque Township ein und schlägt dann eine südliche Fließrichtung entlang der östlichen Grenze der Township ein, bis er in etwa die Mitte der Nord-Süd-Ausdehnung der Township erreicht hat. Er fließt dann westsüdwestwärts, bis er die westliche Grenze der Township erreicht, schwenkt dann wieder nach Süden und bildet von da an die Grenze zur West Chillisquaque Township, bis er den Fuß der Montour Ridge erreicht und dann westwärts fließt. Die Pennsylvania Route 45 verläuft am Südufer des Flusses, wo dieser die Township von Osten nach Westen durchquert. Südlich davon liegen zwei markante Hügel, die The Knobs genannt werden und von denen der westliche mit 189 m der höhere ist.
Das Gebiet südlich des Flusses ist nur dünn besiedelt; es gibt hier nur einzelne Gehöfte oder Einöden, vor allem entlang der Kreamer Road. Im Norden der Township erstreckt sich entlang der Pennsylvania Route 642 und einiger abzweigender Seitenstraßen Potts Grove.

## Geschichte

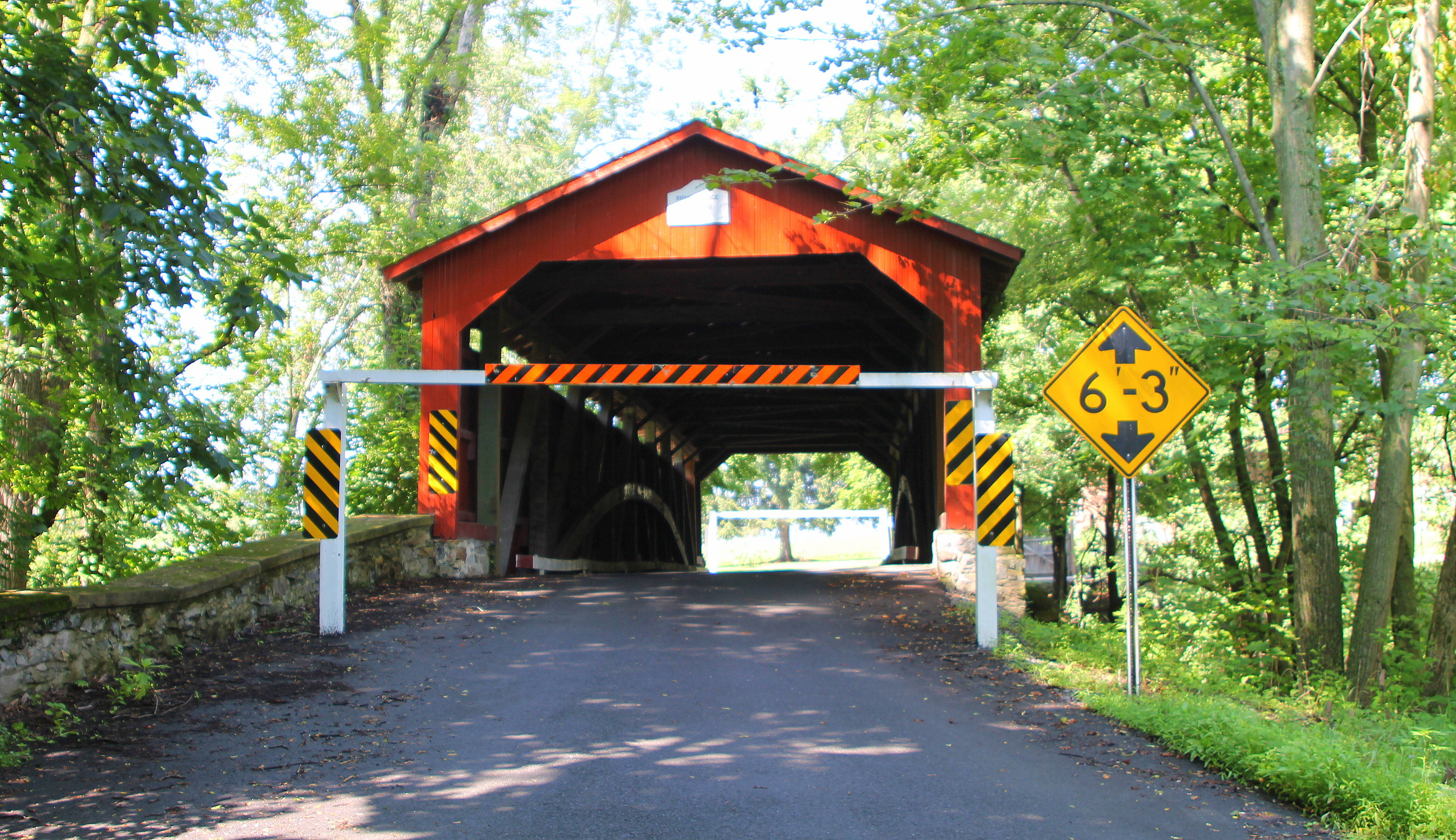
Rishel Covered Bridge im Juli 2015

Die Rishel Covered Bridge und die Gottlieb Brown Covered Bridge sind in das National Register of Historic Places eingetragen.

## Bevölkerung
Nach der Volkszählung im Jahr 2010 lebten in der East Chillisquaque Township 668 Menschen in 265 Haushalten. Die Bevölkerungsdichte betrug 39,5 Einwohner pro Quadratkilometer. In den 265 Haushalten lebten statistisch je 2,52 Personen.
Ethnisch betrachtet bestand die Bevölkerung fast ausnahmslos aus Weißen.
21,3 Prozent der Bevölkerung waren unter 18 Jahre alt, 62,7 Prozent waren zwischen 18 und 64 und 16,0 Prozent waren 65 Jahre oder älter. 48,5 Prozent der Bevölkerung waren weiblich.
Das mittlere jährliche Einkommen eines Haushalts lag im Jahr 2014 bei 55.455 USD. Das Pro-Kopf-Einkommen betrug 29.437 USD. 2,6 Prozent der Einwohner lebten unterhalb der Armutsgrenze.

## Bildung
Die Township fällt in den Zuständigkeitsbereich des Milton Area School District.